# Waimes
Waimes es una comuna de la región de Valonia, en la provincia de Lieja, Bélgica. A 1 de enero de 2019 tenía una población estimada de 7425 habitantes.

## Geografía
Se encuentra ubicada al sureste del país en la région natural Hautes Fagnes, y cerca de la frontera con Alemania.
Se encuentra ubicada al este del país en la région natural Hautes Fagnes y cerca de la frontera con Alemania y esta bañada por los ríos  Warche y Warchenne afluentes del río Amblève. En el municipio se encuentra el punto más alto de Bélgica la Signal de Botrange (694 m).

### Secciones del municipio
El municipio comprende los antiguos municipios, que se fusionaron en 1977:
| - Waimes - Faymonville - Robertville |

### Pueblos y aldeas del municipio
- en Weismes: Bruyères, Champagne, Gueuzaine, Libomont y Walk
- en Faymonville: Ondenval, Remonval y Thirimont
- en Robertville: Ovifat y Sourbrodt

### Galerías

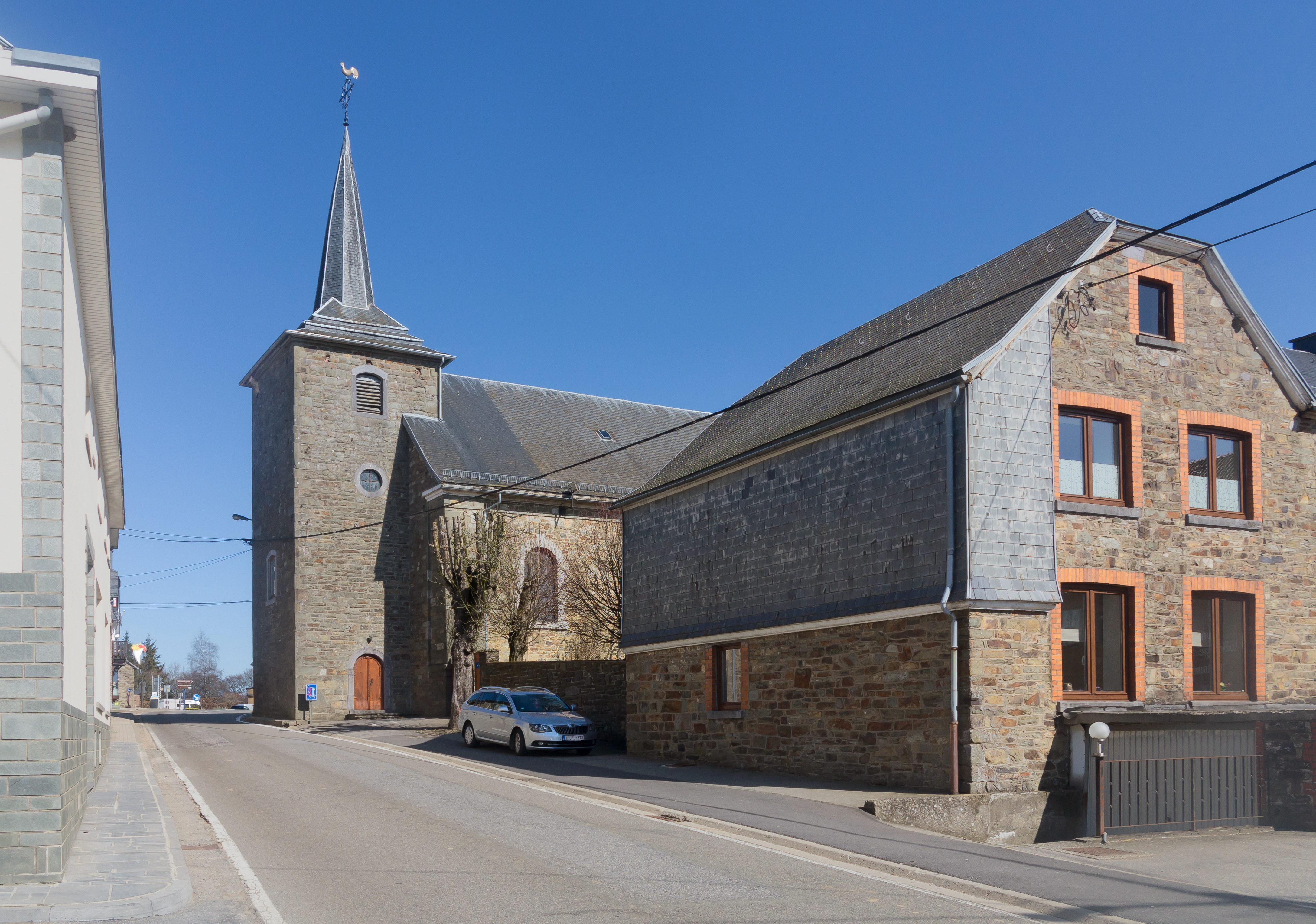
Robertville, la iglesia: l'église Saint-Joseph
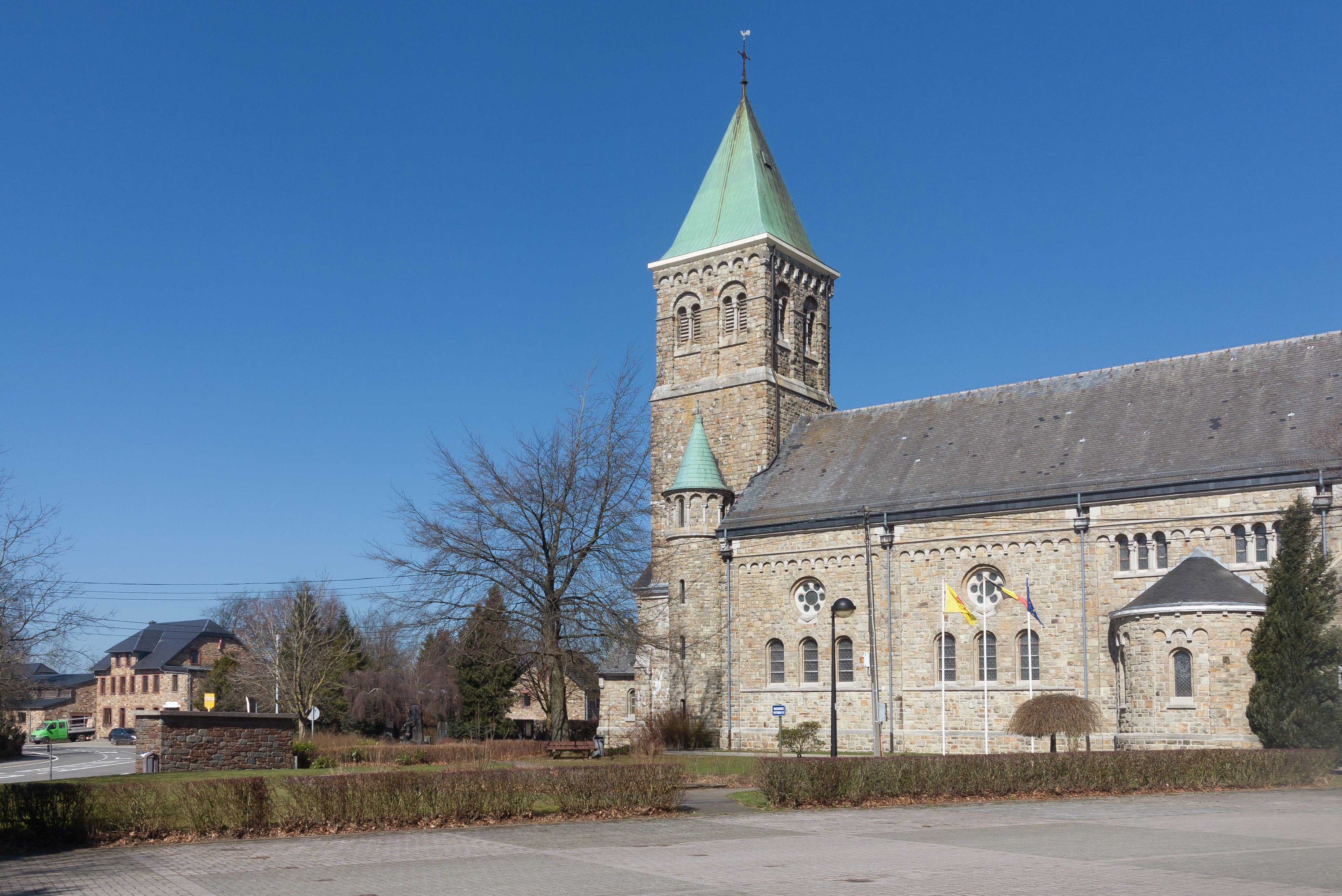
Sourbrodt, la iglesia: l'église Saint-Wendelin
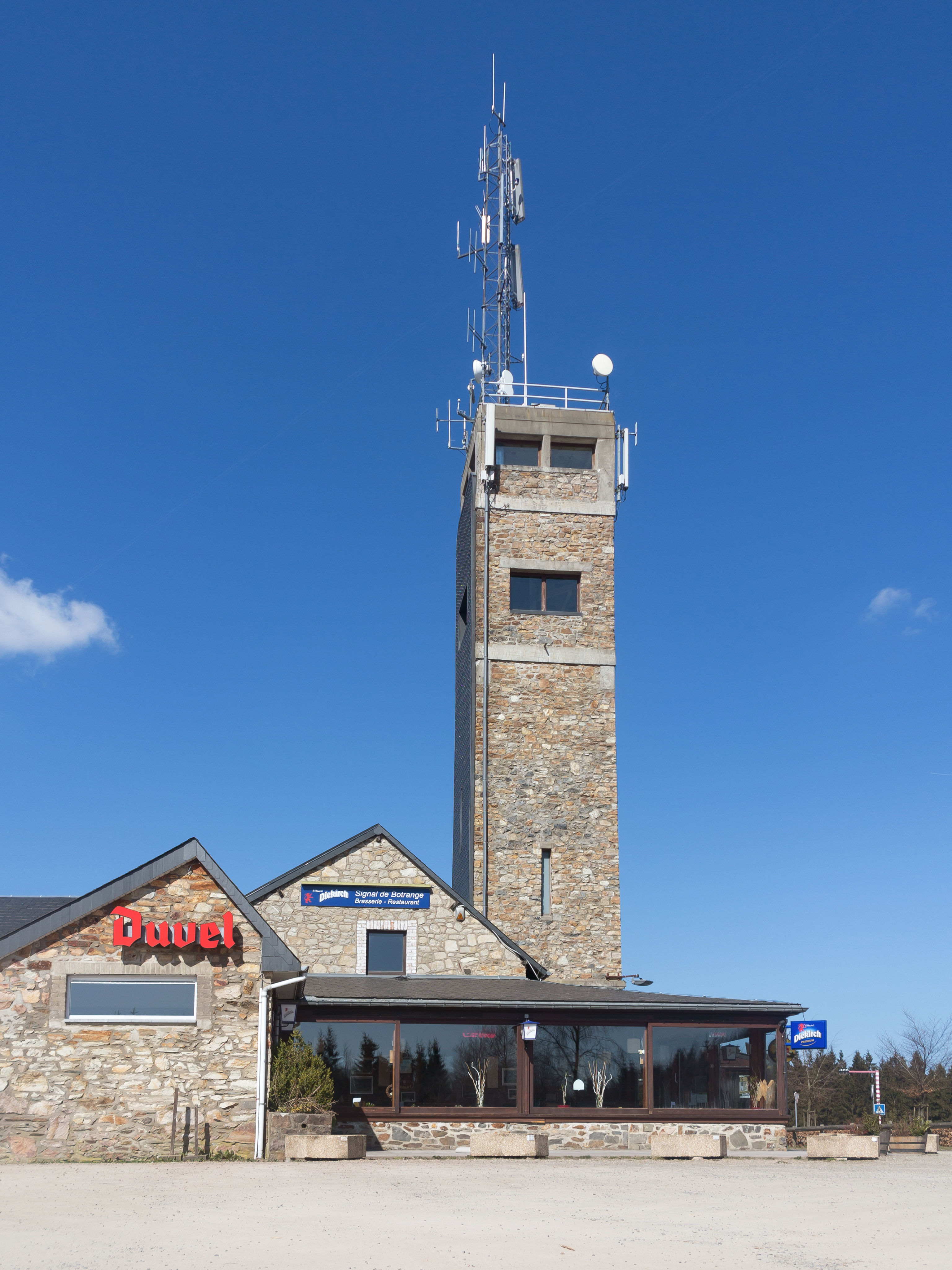
Signal de Botrange, el mástil de comunicación en la cima de la montaña
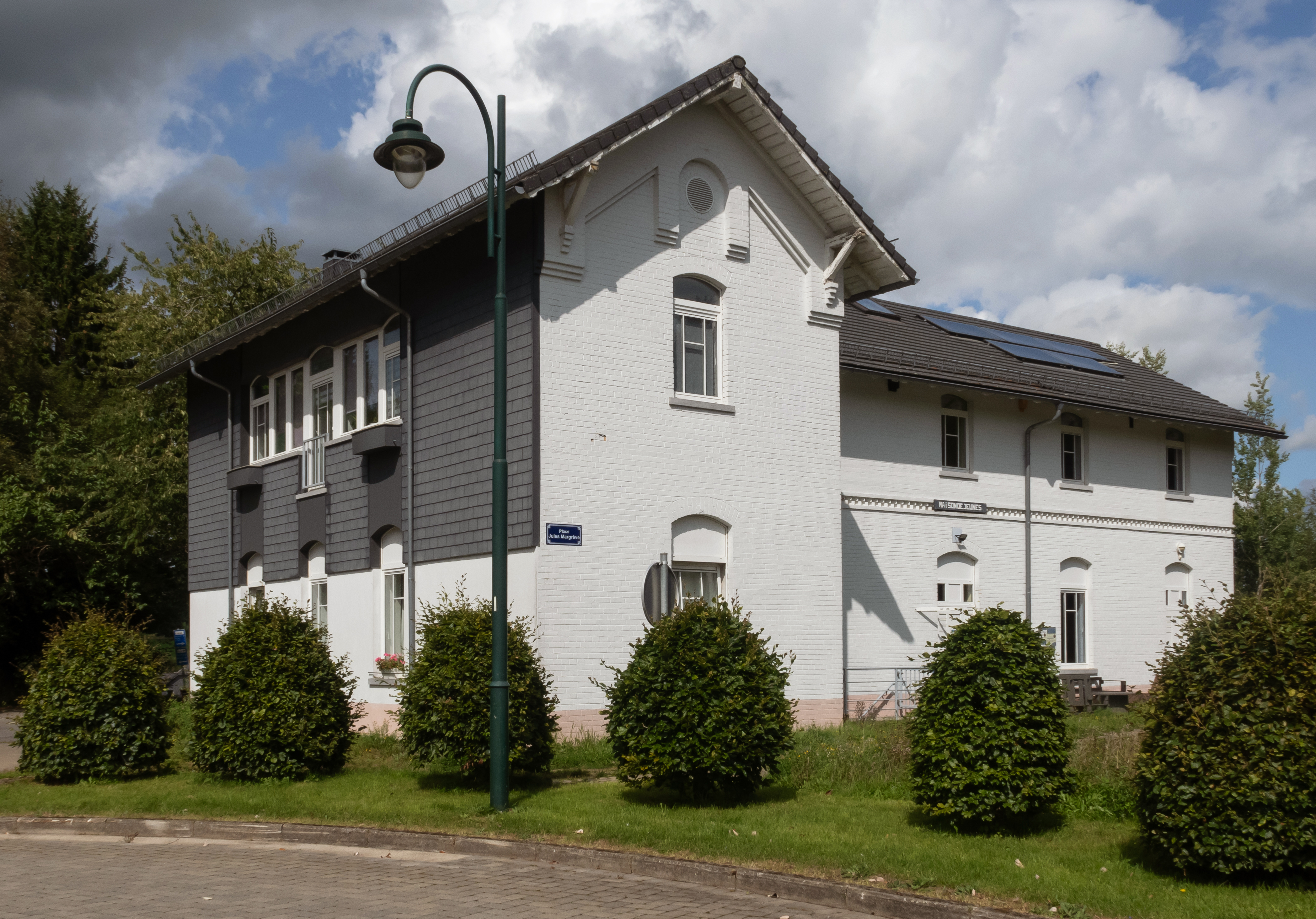
Waimes, la antigua estación de tren
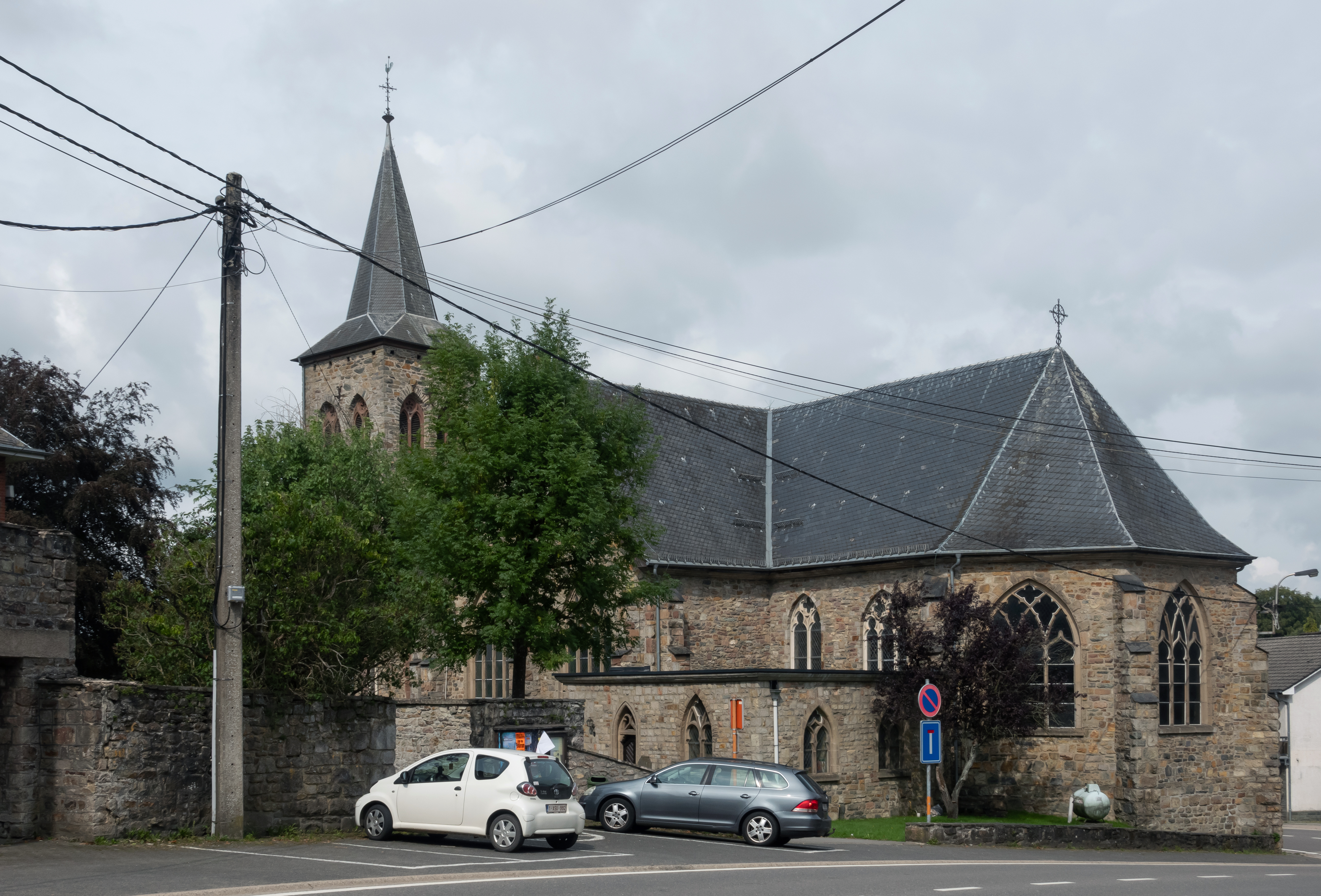
Waimes, la iglesia: l'église Saint-Saturnin
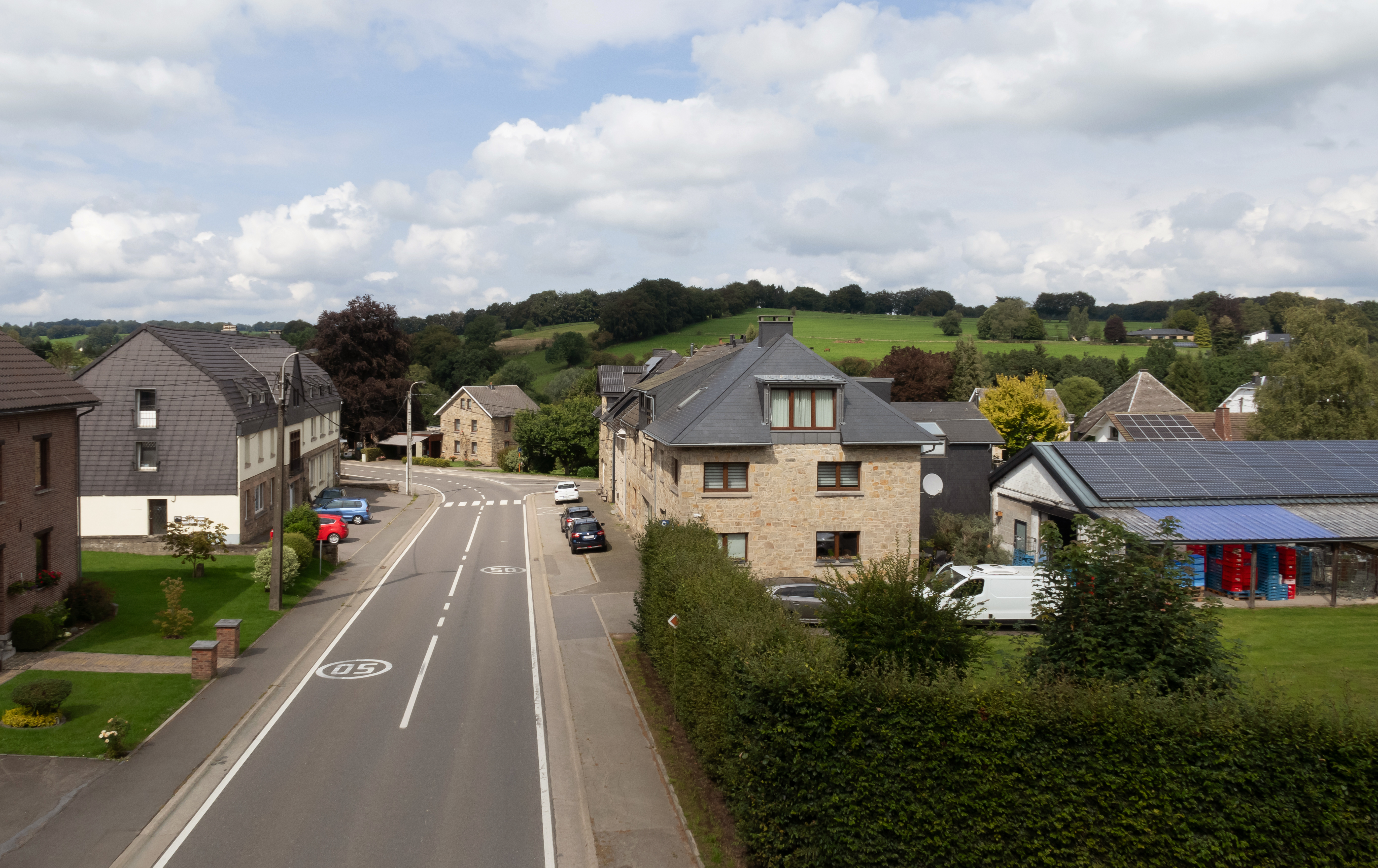
Waimes, Rue de la Gare desde carril bici

## Demografía

### Evolución
Todos los datos históricos relativos al actual municipio, el siguiente gráfico refleja su evolución demográfica, incluyendo municipios después de efectuada la fusión el 1 de enero de 1977.